# 羅賢
羅賢（1454年—？），字大用，山西太原府清源縣人，民籍，明朝政治人物。

## 生平
成化十三年（1477年）丁酉科山西鄉試第四十二名舉人。弘治三年（1490年）中式庚戌科會試第八十四名，三甲第一百一十一名進士。选授福建道试監察御史，次年當实授，丁憂歸，服闋，補原官，巡茶陕西。十一年（1498年）巡按遼東，再按河南，监试河南鄉試，得人称盛。扫除贪官污吏，中州人以阎罗稱之。

## 家族
曾祖羅景思；祖父羅滿；父羅公海，母徐氏；繼母曹氏。具庆下。